# Jerzy Jampolski
Jerzy Maksymilian Jampolski (ur. 21 kwietnia 1879, zm. w lutym 1942 w ZSRR) – polski prawnik z tytułem doktora, urzędnik, podpułkownik kawalerii Wojska Polskiego.

## Życiorys
Urodził się 21 kwietnia 1879. Był synem właścicieli majątku Wasłowce koło Czerniowiec. Ukończył studia z tytułem doktora praw. W 1905 był praktykantem konceptowym C. K. Namiestnictwa: w c. k. starostwie powiatu żydaczowskiego (1905, 1907), w c. k. starostwie powiatu drohobyckiego (1909, 1910). W 1911 był komisarzem w starostwie powiatu lwowskiego.
Po wybuchu I wojny światowej został powołany do c. i k. armii jako oficer rezerwy i 1 sierpnia 1914 wyruszył na front i bał udział w kampanii przeciw Imperium Rosyjskiemu. W czerwcu 1915, jako urzędnik administracji politycznej, został przeniesiony do zarząd wojskowego w Królestwie Kongresowym. Został skierowany do Miechowa, miejsca urzędowania gubernatora wojskowego lubelskiego gen. bryg. Ericha Dillera (byłego dowódcy 3 pułku ułanów w Krakowie). Przez pewien czas prowadził referat polityczny w komisariacie cywilnym gubernatorstwa. Jako zastępca jeneralnego gubernatorstwa uczestniczył w konferencji 2 czerwca 1916 w Cieszynie, mającej zmienić politykę austriacką wobec Polaków na pozyskującą ich sympatie, oddelegowany przez naczelnego cywilnego komisarza Jerzego hr. Wodzickiego celem uzyskania włączenia trzech powiatów ziemi chełmskiej do gubernatorstwa. Po proklamacji aktu 5 listopada i objęciu władzy nad gubernią przez gen. Stanisława Szeptyckiego pracował w komisariacie cywilnym w Lublinie i objął stanowisko komisarza rządowego w tamtejszym prezydium. Pod koniec lipca 1917 uczestniczył ze strony austriackiej w konferencji austriacko-niemieckiej w zamierzeniu mającej zdecydować o przyznaniu Polaków większej autonomii, skutkującej utworzeniem Rady Regencyjnej. Na początku 1918 był przewidywany do pracy w planowanym przez władze polskie ministerstwie spraw wewnętrznych, co nie zostało zrealizowane wskutek podjęcia traktatu brzeskiego. W 1918, za rządów gen. Antoniego Liposzczaka w guberni, został szefem nowo otwartego biura emigracyjnego, mającego działać na rzecz reemigracji z terenów wschodnich. Do 1918 formalnie był wicesekretarzem w Ministerstwie Spraw Wewnętrznych Austro-Węgier. Kres wojny w listopadzie zastał w Lublinie.
Po zakończeniu wojny i odzyskaniu przez Polskę niepodległości, jako były oficer armii austriackiej został przyjęty do Wojska Polskiego i zatwierdzony w stopniu rotmistrza. W 1919 w stopniu majora był oficerem 9 pułku ułanów i pełnił funkcję oficera łącznikowego przy armii rumuńskiej. W szeregach tej jednostki uczestniczył w wojnie polsko-bolszewickiej. Został awansowany na stopień podpułkownika rezerwy kawalerii ze starszeństwem z dniem 1 czerwca 1919. W 1923, 1924 był oficerem 20 pułku ułanów w Rzeszowie. W marcu 1924 ukończył wydane w tym samym roku Wspomnienia z czasów okupacji austrjackiej w Królestwie Kongresowem, obejmujące zapis własnych przeżyć i obserwacji z okresu 1914–1918. Był także autorem artykułu pt. Bitwa pod Rohoźną (wspomnienia uczestnika), opublikowanych w czasopiśmie „Przegląd Kawaleryjski nr 4 z 1932, opisujących walki z początku czerwca 1920. W 1932 został wybrany zastępcą prezesa czytelni polskiej w Czerniowcach. W 1934 jako podpułkownik rezerwy był przydzielony do Oficerskiej Kadry Okręgowej nr X w grupie oficerów pospolitego ruszenia kawalerii jako oficer stale przebywający zagranicą i pozostawał wówczas w ewidencji Powiatowej Komendy Uzupełnień Przemyśl.
Podczas II wojny światowej był podpułkownikiem Polskich Sił Zbrojnych w ZSRR. Zmarł w lutym 1942 na obszarze ZSRR. Został pochowany na cmentarzu w Buzułuku.

## Odznaczenie
- Krzyż Kawalerski Orderu Franciszka Józefa z dekoracją wojenną – Austro-Węgry (1916)[30][4]
- Brązowy Medal Zasługi Wojskowej na wstążce Krzyża Zasługi Wojskowej (przed 1918)[4]
- Krzyż Jubileuszowy Wojskowy (przed 1918)[4]